# Еберхард Тунерт
Еберхард Тунерт (на немски: Eberhard Thunert) е немски офицер служил през Втората световна война.

## Биография

### Ранен живот и Първа световна война (1914 – 1918)
Еберхард Тунерт е роден на 22 ноември 1899 г. в град Хелмжа, Полша В началото на 1918 г. постъпва в армията като офицерски кадет.

#### Междувоенен период
След Първата световна война служи в Райхсвера. През 1920 г. е произведен в офицер и е назначен към 6-и пехотен полк. На 1 април 1922 г. като част от пехотния полк е издигнат в чин лейтенант.

### Втора световна война (1939 – 1945)
Между 1938 и 1940 г. заема поста началник операции на 5-а танкова дивизия. До 1941 г. заема същият пост в 14-и моторизиран корпус. Между 1942 и 1943 г. е началник-щаб на 14-и танков корпус, а до 1944 г. заема същия пост в 58-и танков корпус от резерва. След това е прехвърлен на фронтова длъжност. Между юни и септември 1944 г. командва 394-ти танково-гренадирски полк от 3-та танкова дивизия. Между 25 септември 1944 и 8 май 1945 г. командва 1-ва танкова дивизия. На 1 януари 1945 г. е издигнат в чин генерал-майор, а на 1 май в генерал-лейтенант.

#### Следвоенен живот и смърт
След войната се установява в Бад Годезберг, близо до Бон. Умира на 4 май 1964 г.

## Военна декорация
| - Германски орден „Железен кръст“ (1914) – II степен (?) - Германска „Значка за раняване“ (1914) – черна (?) - Германски орден „Кръст на честта“ - Германски орден Железен кръст (1939, повторно) – II (18 септември 1939) и I степен (14 май 1940) - Германски медал „За зимна кампания на изтока 1941/42 г.“ (?) | - Германска „Танкова значка“ (?) - Орден „Германски кръст“ (1943) – златен (24 януари 1943) - Рицарски кръст (15 юли 1941) - Упоменат в ежедневния доклад на „Вермахтберихт“ (22 октомври 1944) |